# Christopher Felgate
Christopher Felgate (26 de março de 1977) é um triatleta profissional zimbabwano. 

## Carreira
Christopher Felgate competidor do ITU World Triathlon Series, disputou os Jogos de Pequim 2008 e Londres 2012, ficando em 42º e 52º respectivamente .